# Pipit d'Amérique
Anthus rubescens
Espèce
Répartition géographique
- Aire de nidification
- Voie migratoire
- Aire d'hivernage

Statut de conservation UICN

 LC  : Préoccupation mineure
Le Pipit d'Amérique (Anthus rubescens) est une espèce de passereaux appartenant à la famille des Motacillidae.

## Description

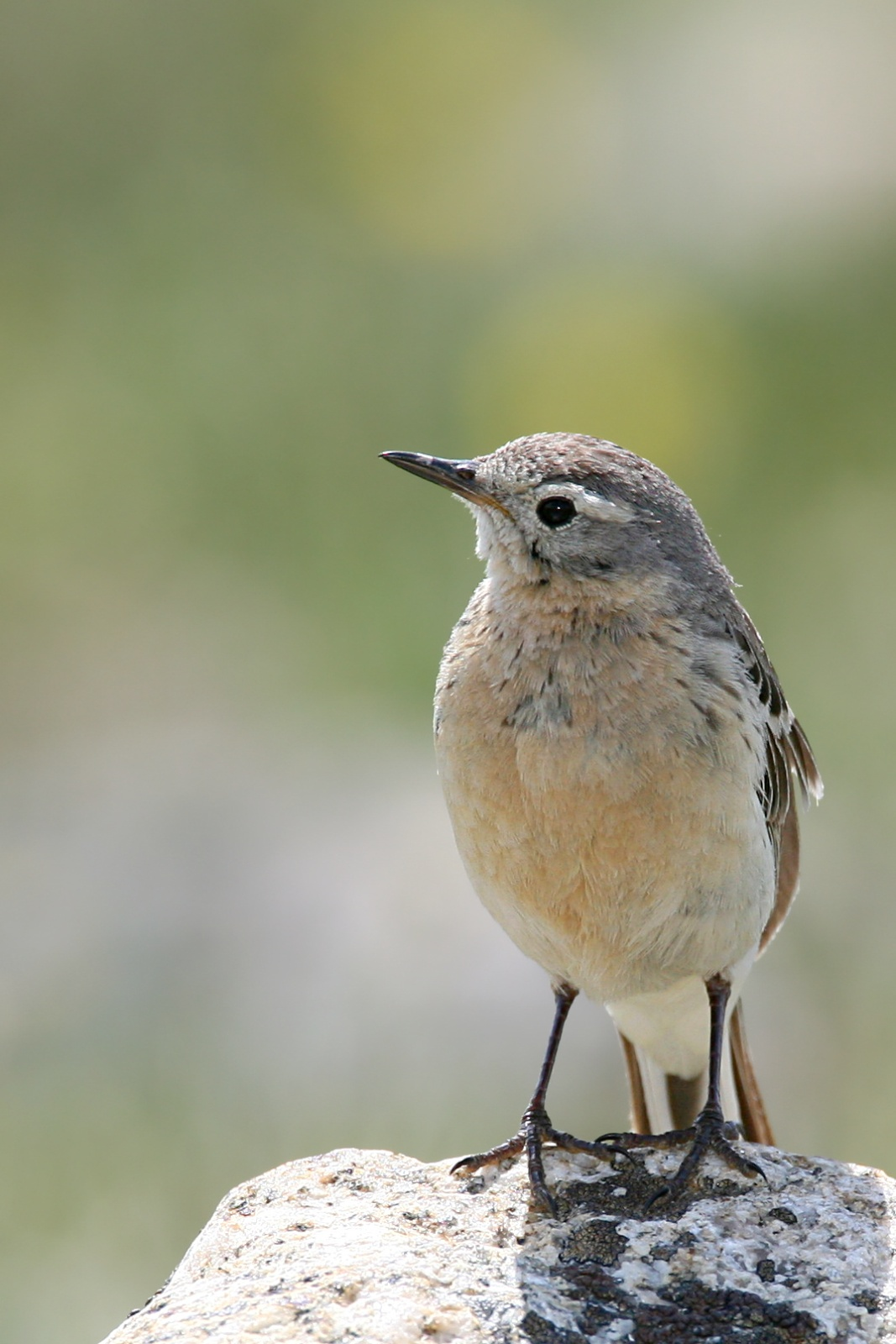
La sous-espèce A. r. alticola.

Cet oiseau mesure environ 16,5 cm. Il présente un bec fin et une longue queue avec les rectrices externes blanches (bien visibles en vol). L'adulte en plumage internuptial a les sourcils beiges, deux barres alaires esquissées et le dessous du corps beige rosé (octobre et novembre) ou gris pâle (janvier à mars) avec des stries bistre concentrées sur la poitrine.

## Habitat
Cette espèce fréquente les champs et les biotopes sablonneux.

## Répartition et sous-espèces
Selon la classification de référence du Congrès ornithologique international (15.1, 2025) il se répartit en deux sous-espèces  (ordre philogénique) :
- Anthus rubescens rubescens (Tunstall, 1771) ;
- Anthus rubescens alticola Todd, 1935 — montagnes Rocheuses.

## Comportement
Cet oiseau aux mœurs essentiellement terrestres hoche la queue fréquemment.

## Reproduction
La première étape dans la reproduction des Pipit d’Amérique est l’accouplement. Les mâles vont se battre entre eux afin de gagner l’exclusivité de la femelle et rester avec elle durant toute la saison des amours . L’autre raison de leur combat est le choix du meilleur emplacement déneigé afin d’y construire leur nid. Ces oiseaux viennent, en outre, s’installer durant cette période car la fonte des neiges induit une augmentation de la population d’arthropodes, leur principale nourriture. Après le combat et l’accouplement, arrive la nidification. Les nids vont être principalement construits dans les prairies et bénéficieront toujours d’une forte protection naturelle. Cependant, il est très rare de trouver des nids de pipit dans les buissons ou les arbres ,. La composition des nids reste dépendante de l’environnement alentour mais quelques éléments, comme la laîche, l’herbe fraiche ou parfois les poils de chevaux, sont généralement la base d’un nid de pipit américain . Mais il reste une épreuve à passer pour ces oiseaux : la réussite de la nidification. Le nid est, en effet, à la merci des prédateurs comme les fourmis ou les faucons. Si cette étape est brillamment passée, la femelle peut commencer à  pondre des œufs .  Néanmoins, il faut des conditions optimales (température, emplacement du nid, …) pour qu’un œuf soit pondu car si le premier essai de la femelle est un échec, il ne lui reste que peu de temps pour faire fructifier son nid. En général, quatre ou cinq jours après la fonte des neiges (en avril-mai), les pipits américains commencent à pondre des œufs et ce, jusqu’en mi-juillet. Après cette date, les testicules du mâles rapetissent et la femelle refuse toute copulation . Une couvée normale contient environ cinq œufs mais ce nombre peut varier en fonction des chutes de neige, de la capacité à se reproduire des parents et des prédateurs . Les œufs sont ensuite couvés pendant 13 à 14 jours durant lesquels la femelle ne sort plus du nid mais reste très vigilante aux actions se déroulant aux abords de son territoire . Elle va communiquer par le chant avec le mâle qui continue à lui apporter nourriture et protection. Quatre ou cinq jours après la naissance, les oisillons sont des oiseaux très maigres, de couleur bleu-gris et possédant seulement leurs plumes secondaires. Pendant une semaine, la femelle seule va élever ses oisillons mais les deux parents s’occupent d’apporter la nourriture. Après ces sept jours, les oisillons sont prêts à quitter le nid mais ils vont continuer à se faire nourrir par leurs parents. Enfin, les oiseaux juvéniles formeront des petits groupes avec d’autres oiseaux juvéniles et quitteront le site de reproduction ,.

## Systématique
Cette espèce a longtemps été incluse au sein d'un autre taxon, le Pipit spioncelle Anthus spinoletta qui comprenait alors également le Pipit maritime Anthus petrosus. Il a été séparé du Pipit de Sibérie (Anthus rubescens) par l'Union internationale des ornithologues en août 2024 lors de la mise à jour 14.2 de sa taxonomie de référence.